# Чернокнижник (пьеса)
Чернокнижник — комедия Лудовико Ариосто, написанная в 1509 году, затем завершенная в 1520 году (Ариосто отправил текст папе Льву X), и впоследствии переписанная в 1528 году. Первая постановка состоялась в Ферраре между 1528 и 1529 годами, а дата публикация состоялась в 1535 году.
Действие комедии происходит в Кремоне и повествует о хитростях, которые использует молодой человек, чтобы проникнуть в дом своей возлюбленной; Однако в центре сюжета находится прежде всего самозваный маг, который высмеивает доверчивость других. Создавая персонажа, Ариосто использует современные источники, взяв за образцы столь же сомнительные фигуры, такие как Руффо (из комедии «Каландрия» кардинала Бернардо Довици да Биббиены) и Каллимако (фальшивый врач в «Мандраголе» Никколо Макиавелли).

## Сюжет
В Кремоне Чинтио был вынужден по принуждению своего отчима Массимо жениться на богатой Эмилии, дочери своего друга, чтобы семья могла поправить свое финансовое положение благодаря щедрому приданному. Однако Чинтио уже тайно женился на бедной Ливинии, не имея иных интересов, кроме любви, и оказался в настоящей беде: чтобы выпутаться из неприятностей, Чинтио в течение нескольких месяцев притворяется импотентом и отказывает своей богатой невесте в удовлетворении желаний. Эмилия который жалуется на это своему отцу Абондио. Затем он решает позвать к себе домой известного «некроманта», чтобы разрешить ситуацию. Чинтио решает воспользоваться ситуацией и подкупает мага, чтобы тот подтвердил его родителям и Эмилии, что его импотенция неизлечима, поскольку вызвана проклятием, которое будет снято только в том случае, если он не расстанется со своей богатой женой навсегда. Так и происходит, и некромант, приобретя большую известность, начинает получать множество клиентов. Ситуация усложняется, когда двое слуг Чинтио, подлые и злые, обнаруживают обман и решают донести на него. Ситуация, похоже, ухудшается, когда Массимо, отчим Чинтио, узнает, что он настоящий отец Ливинии, зачатой во внебрачной связи, и разрешает ее брак с Чинтио.